# Dendrobium polyanthum

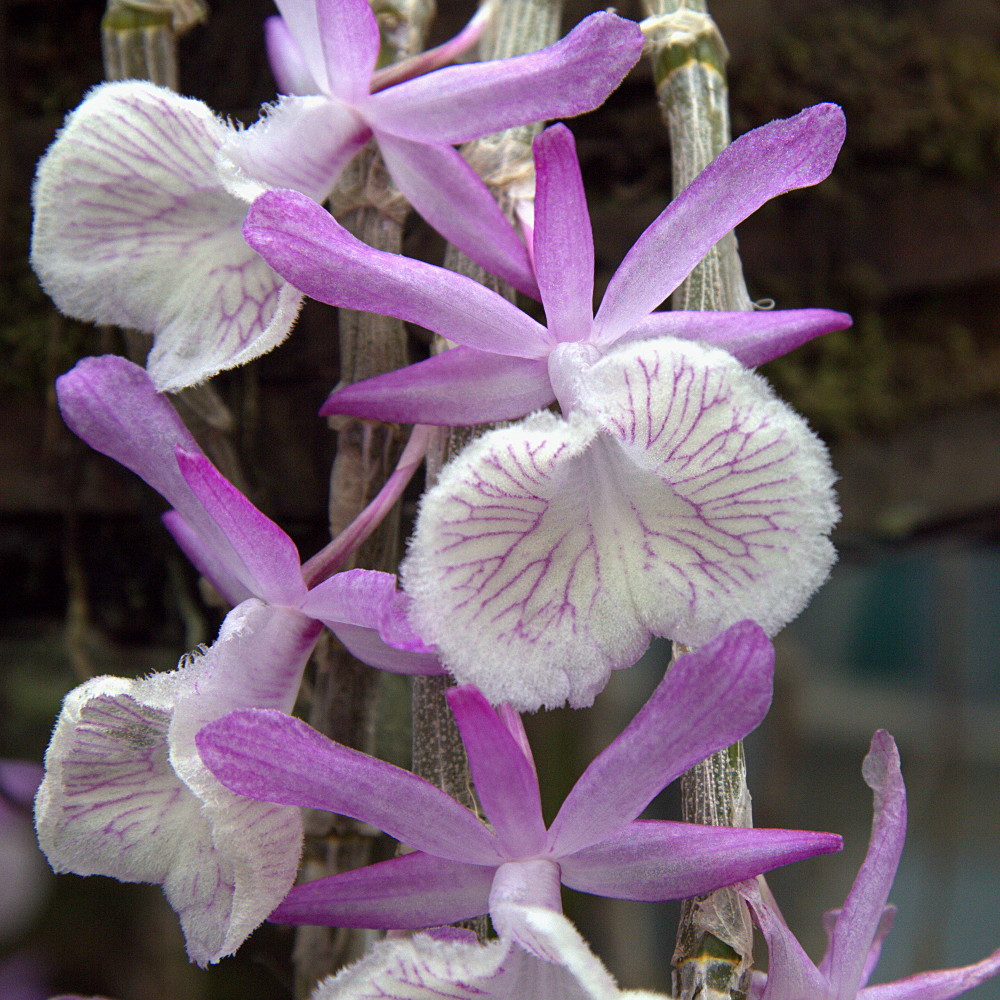
Dendrobium polyanthum

Dendrobium polyanthum — многолетнее травянистое растение семейства Орхидные (Orchidaceae).
Вид не имеет устоявшегося русского названия.

## Гетеротипныесинонимы
По данным Королевских ботанических садов в Кью:
- Dendrobium cretaceum Lindl., 1847
- Dendrobium nobilevar. pallidiflorum Hook., 1857
- Dendrobium primulinum Lindl., 1858 — Дендробиум первоцветный[2]
- Callista cretacea (Lindl.) Kuntze, 1891
- Callista primulina (Lindl.) Kuntze, 1891

## Этимология
Тайское название — Ueang Sai Nam Phueng.

## Биологическое описание
Симподиальное, листопадное растение средних размеров. Образует множество свисающих побегов длиной до 35 см
Цветки ароматные, до 6,25 см в диаметре.

## Ареал, экологические особенности
Ассам, восточные и западные Гималаи, Непал, Андаманские острова, Мьянма, Таиланд, Лаос, провинция Юньнань (Китай) и Вьетнам.
Эпифит. Леса на высотах от 500 до 1000 метров над уровнем моря. 
Цветение (в Таиланде): февраль — март.
Относится к числу охраняемых видов (II приложение CITES)

## В культуре
Температурная группа — умеренная, теплая.
Посадка на блок или в корзинку для эпифитов с сосновой корой средней и крупной фракции. Субстрат не должен препятствовать движению воздуха.
Период покоя с октября по март. В этот период растение практически не поливают. Регулярный полив начинают с момента появления новых побегов. Частота полива в период вегетации должна быть подобрана таким образом, чтобы субстрат внутри горшка успевал почти полностью просохнуть, но не успел высохнуть полностью.
Цветёт в конце периода покоя (февраль-апрель). 
Относительная влажность воздуха 60—80 %.
Освещение: прямой солнечный свет не менее 3 часов в день.